# Gerd Schank
Gerd Schank (* 1938 in Birkenfeld; † 12. November 2007) war ein deutscher Germanist und Romanist, der unter anderem durch Beiträge zur Fremdwortfrage und zur Forschung über Friedrich Nietzsche bekannt wurde.

## Leben und Wirken
Schank studierte Germanistik, Romanistik und Philosophie an der Albert-Ludwigs-Universität Freiburg. Er promovierte im Fach Germanistik 1971 mit der Dissertation Etymologie und Wortspiel in Johann Fischarts ‚Geschichtsklitterung’, einem Beitrag zur Sprachauffassung des 16. Jahrhunderts. Von 1971 bis 1977 war er wissenschaftlicher Mitarbeiter am Institut für deutsche Sprache der Freiburger Universität, an der er sich auch habilitierte. Ab 1977 war Schank Dozent am Institut für Germanistik der Radboud-Universität Nijmegen tätig, wo er auch der Nietzsche-Werkgroep angehörte.
In seinen Studien zu Nietzsches Ecce homo zeigte er in kombinierten philosophischen und semantischen Analyseverfahren Probleme der Beziehungen des  Apollinisch-dionysischen zum Christentum beim späten Nietzsche auf. Er relativierte dabei die übliche Auffassung eines gegnerischen Verhältnisses des Dionysos mit dem Christentum, indem er davon Ausging, dass sich eher von einem dionysischen Agon sprechen lässt.

## Werke
- Konflikte in Gesprächen. Mit Johannes Schwittalla. Tübingen 1987 (ISBN 3-87808-296-7)
- Redeerwähnung im Interview. Strukturelle und konversationelle Analysen an 4 Interviewtypen. Düsseldorf 1989 (ISBN 3-590-15678-3)
- Freunde und Gegner: Nietzsches Schreibmoral in seinen Briefen und seine philosophische "Kriegs-Praxis". Würzburg 1999 (ISBN 3-8260-1671-8)
- Komische Käuze – Originale in der deutschen Provinz. Ein Beitrag zu einem volkstümlichen Typus. Berlin 1999 (ISBN 3-906762-71-8)
- „Rasse“ und „Züchtung“ bei Nietzsche. Berlin 2000 (ISBN 3-11-016872-3)